# G11
G11（ジー イレヴン）は、ソニー・エリクソン・モバイルコミュニケーションズ（現：ソニーモバイルコミュニケーションズ）が日本国内向けに開発した、auブランドを展開するKDDIおよび沖縄セルラー電話のCDMA 1X WIN対応携帯電話である。製造型番はSOX02（エスオーエックス ゼロニ）。名前の由来はかつてau design projectのデザインコンセプトモデルだった「GRAPPA（グラッパ）」シリーズの2011年バージョンを意味する「GRAPPA 2011」からとっている。なお、本機のデザインは「GRAPPA」および「GRAPPA002」、「G9」同様、岩崎一郎が手がけている。

## 概要
G9の後継機種で、今回は同社製のCyber-Shotケータイ S006（SO006）をベースに再設計された。ただしS006と違い防水機能は省かれている。

iidaブランドのフィーチャーフォンとしては唯一となるWi-Fi WINに対応しており、CPUにはクアルコム製のSnapdragon S1 QSD8650（1GHz）を搭載している。

デザイン面では、G9では上側ボディのディスプレイの下に方向キーなどが配置されていたが、スライド幅が広がったために、本機種では方向キーは下ボディにある。また、上側ボディのディスプレイ面下部はタッチセンサーが搭載されており閉じたままで操作が可能であり、ディスプレイ下部の操作部には、着信時にグリーン、終話時にレッドに発光する着信応答・終話キー（こちらはハードキー）も用意されている。 

## 沿革
- 2010年（平成22年）10月18日 - KDDIより公式発表。
- 2011年（平成23年）3月25日 - 北陸・中部・関西・中国・四国・九州・沖縄地区にて先行発売。
- 2011年3月26日 - 北海道地区にて発売。
- 2011年4月7日 - 東北・関東地区にて発売。
- 2012年（平成24年）3月 - 販売終了。
- 2012年7月22日 - L800MHz（旧800MHz帯・CDMA Banclass 3）帯エリアによるサービスの停波によりそれ以降はN800MHz（新800MHz帯・CDMA Bandclass 0 Subclass 2）帯エリアおよび2GHz（CDMA Bandclass 6）帯エリアの各サービスで利用する事となる。
- 2014年（平成26年）6月30日 - Wi-Fi WINのサービス終了[2]。

※なお、東北・関東地区は東日本大震災の影響により発売予定日が大幅に遅れた。

## 主な機能・対応サービス
| 主な機能・対応サービス                                                                  | 主な機能・対応サービス                                           | 主な機能・対応サービス                                       | 主な機能・対応サービス   |
| --------------------------------------------------------------------------------------- | ---------------------------------------------------------------- | ------------------------------------------------------------ | ------------------------ |
| LISMO! (着うたフル) (着うたフルプラス) (LISMOビデオクリップ) (LISMO Video) (LISMO Book) | EZケータイアレンジ                                               | バーコードリーダー&メーカー                                  | PCサイトビューアー       |
| au BOX                                                                                  | ワイヤレスミュージック                                           | au Smart Sports Run & Walk Karada Manager カロリーカウンター | EZナビウォーク           |
| EZ助手席ナビ                                                                            | 安心ナビ                                                         | 災害時ナビ                                                   | ナカチェン               |
| EZアプリ FullGame! Bluetooth対戦 (複数対戦モード対応)                                   | EZアプリ (B)                                                     | オープンアプリプレイヤー                                     | PCドキュメントビューアー |
| アレンジメニュー                                                                        | au oneガジェット マルチプレイウィンドウ クイックアクセスメニュー | じぶん銀行アプリ                                             | EZ・FM                   |
| EZチャンネル EZチャンネルプラス EZニュースフラッシュ EZニュースEX                       | Touch Message                                                    | EZFeliCa                                                     | ケータイ de PCメール     |
| デコレーションメール                                                                    | デコレーションアニメ                                             | au one メール                                                | 緊急通報位置通知         |
| EZテレビ（ワンセグ）                                                                    | グローバルパスポート (GSM・CDMA)                                 | WIN HIGH SPEED 赤外線通信 (IrDA) 無線LAN機能 (Wi-Fi WIN)     | Bluetooth auフェムトセル |

## 不具合
データ通信を行っていない状態で電波環境が不安定になると、本体が再起動する場合がある問題があった（2011年6月のソフトウェア・アップデートで解消された）。

## 注
1. ↑  2012年7月23日より利用不可
2. ↑  “〈お知らせ〉 「Wi-Fi WIN」のサービス終了について”. KDDI. (2013年10月18日)